# 2019-es magyar labdarúgókupa-döntő
A 2019-es magyar labdarúgókupa-döntő volt a sorozat 109. döntője. A finálét az Budapest Honvéd FC és a MOL Vidi FC csapatai játszották. A találkozót 2019. május 25-én a Groupama Arénában rendezték meg 12 777 néző előtt.

## Előzmények
Ahogyan az ezt megelőző négy évben, ezúttal is a zöld-fehérek otthonában, a Groupama Arénában rendezték a finálét. Érdekesség, hogy az első három alkalommal az egyik mérkőző fél a Ferencvárosi TC volt. 
Történetük során ezt megelőzően 104 összecsapást rendeztek a két csapat között, de ez volt az első alkalom, amikor a kupadöntőben kerültek szembe egymással.

## A mérkőzés

### Részletek
| Döntő 2019. május 25., szombat 19:30 (tv: M4 Sport) |

| Budapest Honvéd FC                                                    | 1 – 2               | MOL Vidi FC                                                                                            |
| --------------------------------------------------------------------- | ------------------- | --- |
| Holender (1–0) 14' Nagy 32' Lovrić 53' Batik 57' Gróf 62' Kukoč 90+3' | (1 – 0) Jegyzőkönyv | 13' Vinícius 28' Stopira 35' Elek 56' Nikolov 79' (1–1) Šćepović 90+1' Hadžić (1–2) 90+1' 90+4' Kovács |

| Groupama Aréna, Budapest Nézőszám: 12 777 Játékvezető: Iványi Zoltán (magyar) Asszisztensek: Ring György Vígh-Tarsonyi Gergő |

| A 2018–2019-es Magyar Kupa győztese |
| ----------------------------------- |
| MOL Vidi FC 2. cím                  |

| Budapest Honvéd | Fehérvár |

|              |    |                   |     |       |
|              |    |                   |     |       |
| GK           | 99 | Gróf Dávid        | 62' |       |
| DF           | 25 | Ivan Lovrić       | 53' |       |
| DF           | 24 | Đorđe Kamber      |     |       |
| DF           | 7  | Batik Bence       | 57' |       |
| MF           | 3  | Eke Uzoma         | 80' |       |
| MF           | 13 | Heffler Tibor     |     |       |
| MF           | 77 | Gergő Nagy        | 32' |       |
| MF           | 6  | Gazdag Dániel     | 69' |       |
| MF           | 2  | Mohamed Mezgrani  |     |       |
| FW           | 89 | David N'Gog       | 76' |       |
| FW           | 11 | Filip Holender    |     |       |
| Cserék:      |    |                   |     |       |
| GK           | 66 | Berla Attila      |     |       |
| DF           | 4  | Kálnoki Kis Dávid |     |       |
| MF           | 17 | Änis Ben-Hatira   | 69' |       |
| MF           | 33 | Tonći Kukoč       | 80' | 90+3' |
| MF           | 23 | Banó-Szabó Bence  |     |       |
| FW           | 19 | Danilo            | 76' |       |
| FW           | 22 | Májer Milán       |     |       |
| Vezetőedző:  |    |                   |     |       |
| Supka Attila |    |                   |     |       |

|               |    |                 |     |       |
|               |    |                 |     |       |
| GK            | 74 | Kovácsik Ádám   |     |       |
| DF            | 23 | Juhász Roland   |     |       |
| DF            | 5  | Fiola Attila    | 46' |       |
| DF            | 11 | Loïc Nego       |     |       |
| DF            | 3  | Paulo Vinícius  | 13' |       |
| DF            | 22 | Stopira         | 28' |       |
| MF            | 9  | Huszti Szabolcs |     |       |
| MF            | 17 | Pátkai Máté     | 73' |       |
| MF            | 6  | Elek Ákos       | 35' | 46'   |
| MF            | 19 | Boban Nikolov   | 56' |       |
| FW            | 44 | Marko Šćepović  | 38' |       |
| Cserék:       |    |                 |     |       |
| GK            | 12 | Tomáš Tujvel    |     |       |
| DF            | 25 | Tamás Krisztián |     |       |
| MF            | 8  | Anel Hadžić     | 46' | 90+1' |
| MF            | 10 | István Kovács   | 46' | 90+4' |
| MF            | 77 | Georgi Milanov  |     |       |
| FW            | 18 | Futács Márkó    | 73' |       |
| FW            | 15 | Armin Hodžić    |     |       |
| Vezetőedző:   |    |                 |     |       |
| Marko Nikolić |    |                 |     |       |

Marko Nikolić először vezette kupagyőzelemre a csapatát, összességében ez volt a klub 2. kupagyőzelme, és ezzel vált biztossá, hogy a csapat indulhat a következő évi Európa-ligában.
Mérkőzés utáni nyilatkozatok:
Marko Nikolić – Gratulálok a csapatnak, egy nagyon jó szezon végén megérdemelt győzelmet arattunk.
Három célunk volt a szezon elején: a sikeres nemzetközi szereplés, a bajnoki cím és a kupagyőzelem. Ebből kettőt teljesítettünk, úgyhogy sikeresnek mondhatjuk ezt az idényt.
Tavaly bajnokok lettünk, de az Európa-ligában csak a rájátszásig jutottunk előtte, szóval fejlődést mutat a csapat. Jó lezárása volt ez a mérkőzés a szezonnak. A játékosok minden dicséretet megérdemelnek, nagyon örülök, hogy ilyen sokan eljöttek Székesfehérvárról. Ezúttal itt volt a tábor is, ami szintén sokat jelentett. A Honvédnak is gratulálok, az első félidőben jobbak voltak, de a másodikban egy fordulatszámmal feljebb kapcsoltunk és ez elég volt.
Közel hatvan meccset játszottunk a szezonban, azt gondolom, ez magyar rekord. Ehhez képest a két hét pihenő nem lesz túl sok, de utána újra mindent meg fogunk tenni, hogy megint sikeresek legyünk Európában"
Supka Attila- Az első félidőben az történt, amit szerettünk volna, nagyon sokszor tudtunk az ellenfél térfelén labdát szerezni és abból támadásokat vezetni, megvoltak a lehetőségeink a tizenegyesen kívül is. Ha kihasználunk még egy-két helyzetet, nagyobb előnyt is szerezhettünk volna.
A második félidőben két kényszerű csere miatt változtatni kellett a csapaton, sajnos akik bejöttek, nem tudtak hozzátenni a játékhoz. A Vidi viszont tudott minőségi cseréket húzni, mi kontrára játszottunk a vége felé, de ezeket nem tudtuk rendesen végigvinni.
Két rögzített helyzet után kaptuk a két gólt, pedig erre többször is felhívtuk a csapat figyelmét. Ettől függetlenül gratulálok a játékosoknak ehhez az évhez, mert sok nehézség árán értük el a nemzetközi indulást és a kupadöntőt